# Viaje al cuarto de una madre
Viaje al cuarto de una madre is een Spaanse film uit 2018, geregisseerd door Celia Rico Clavellino.

## Verhaal
Leonor wil het huis uit, maar durft het niet aan haar moeder Estrella te vertellen. Estrella wil niet dat ze weggaat, maar ze kan haar ook niet dwingen om te blijven. Moeder en dochter zullen deze nieuwe levensfase onder ogen moeten zien, waarin hun gemeenschappelijke wereld aan het wankelen is.

## Rolverdeling
| Acteur            | Personage |
| ----------------- | --------- |
| Lola Dueñas       | Estrella  |
| Anna Castillo     | Leonor    |
| Noemí Hopper      | Andrea    |
| Ana Mena          | Bea       |
| Susana Abaitua    | Laura     |
| Marisol Membrillo | Águeda    |
| Pedro Casablanc   | Miguel    |

## Ontvangst

### Prijzen en nominaties
Een selectie:
| Jaar | Evenement                       | Categorie                  | Genomineerde          | Resultaat   |
| ---- | ------------------------------- | -------------------------- | --------------------- | ----------- |
| 2019 | Premios Goya (33ste uitreiking) | Beste actrice              | Lola Dueñas           | Genomineerd |
| 2019 | Premios Goya (33ste uitreiking) | Beste vrouwelijke bijrol   | Anna Castillo         | Genomineerd |
| 2019 | Premios Goya (33ste uitreiking) | Beste debuterend regisseur | Celia Rico Clavellino | Genomineerd |
| 2019 | Premios Goya (33ste uitreiking) | Beste montage              | Fernando Franco       | Genomineerd |